# Castellum Aardenburg

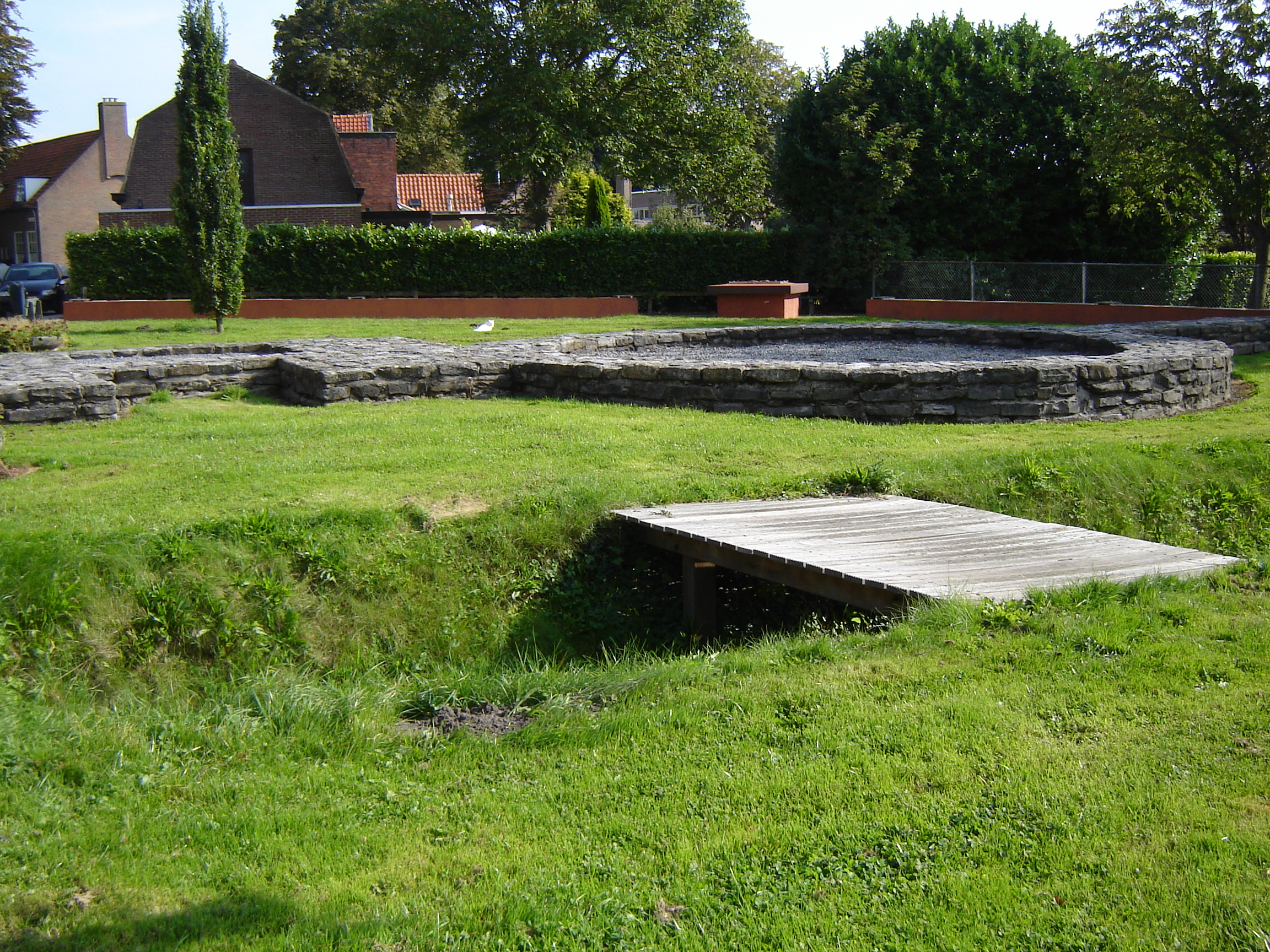
Resten van het castellum Aardenburg

Het castellum Aardenburg was een Romeins castellum in de Nederlandse stad Aardenburg, provincie Zeeland. Het fort diende voor de kustbewaking van de grenzen van het Romeinse Rijk en bood bescherming tegen rooftochten die vanuit zee plaatsvonden. Het had een afmeting van 150 bij 240 meter en bood ruimte aan circa 300 soldaten, zowel infanterie als cavalerie.

## Geschiedenis
Op de plek van Aardenburg was rond 150 n.Chr. al sprake van Romeinse bewoning. De bewoners hielden zich vooral bezig met de fabricage van vissaus.
Vanwege invallen door de Chauken bouwden de Romeinen diverse forten langs de Noordzeekust. In Aardenburg werd het eerste fort gebouwd in 170 n. Chr. Het werd rond het jaar 190 opgevolgd door een fort met een aarden wal, een hoofdkwartier en barakken. Rond 220 volgde een verbouwing, waarbij het hoofdkwartier werd uitgebreid en er een extra gracht om het fort heen werd gegraven. Ook werd er binnen het fort een tempeltje gebouwd, hetgeen wellicht duidt op civiele bewoning in plaats van een garnizoen. In 240 werd dit fort verwoest.
Rond 260 werd het verwoeste fort door het Gallische Keizerrijk herbouwd in natuursteen, met ronde torens en omgeven door een gracht van 15 meter breed.
Aanvallen van Saksische piraten zorgden rond 274 voor een evacuatie van het garnizoen. Uiteindelijk werd het fort rond het jaar 290 verlaten, waarbij de Romeinen de muren neerhaalden zodat de piraten het fort niet konden gebruiken.
In de middeleeuwen probeerden de monniken van de Gentse Sint-Baafsabdij het gebied te ontginnen, maar aanvallen van Vikingen maakten dit moeizaam. Begin 10e eeuw werd de rust hersteld en stichtte de abdij de Sint-Bavokerk binnen het voormalige fort. Hierbij werd gebruik gemaakt van stenen die van het oude fort afkomstig waren.

## Onderzoek
In Aardenburg werd veel archeologisch onderzoek verricht en de eerste provinciaal archeoloog van Zeeland, ir. Jan Trimpe Burger, verhuisde zelfs naar Aardenburg voor dat onderzoek. De eerste opgraving vond in 1949 plaats, maar pas in 1955 zouden de eerste Romeinse resten worden gevonden. Het Romeinse Aardenburg besloeg een gebied van circa twee vierkante kilometer, waarbinnen het castellum een centrale plek innam. De nederzetting was een regionaal centrum met wegen, een badgebouw en een grafveld. Uit de vondst van 27 ovens blijkt dat er al voorafgaand aan de bouw van het fort industrie aanwezig was, grotendeels gericht op de fabricage van vissaus.
In 1976 werden aan de Burchtstraat op twee meter diepte overblijfselen van het westelijk poortgebouw gevonden. De locatie van de poort is in het straatbeeld zichtbaar gemaakt. De poort werd geflankeerd door twee zware ronde torens van ongeveer zes meter hoog.
Vondsten uit het castellum worden tentoongesteld in het Museum Cultuurforum Aardenburg. Castellum Aardenburg komt ook aan bod in Museum Het Bolwerk.